# 韦·甲多热
韦·甲多热（藏語：དབས་རྒྱལ་ཏོ་རེ།，？—842年），又作韦·达纳坚（藏語：དབའས་སྟག་རྣ་ཅན།），《敦煌吐蕃历史文书》的“大相世系表”作韦·杰多日达聂（藏語：དབའས་རྒྱལ་ཏོ་རེ་སྟག་སྙ།），《新唐书》作结都那，是吐蕃帝国末期的一位政治人物。
根据《贤者喜宴》的记载，韦·甲多热是一位苯教信徒。他在没庐·墀松杰拉囊（藏語：འབྲོ་སུམ་རྗེ་སྟག་སྣང，尚绮心儿）之后继任吐蕃的大贡论一职。当时在大贡论之上还有僧相（藏語：བང་ཆེན་པོ་，音译“钵阐布”）一职，由僧人勃阑伽·云丹担任。勃阑伽·云丹使用强制手段推行佛教，引起苯教大臣的不满，韦·甲多热便是其中之一。甲多热先是诬陷已出家的王子藏玛不守戒律，趁赤祖德赞将其流放之机将其谋害。后又诬陷勃阑伽·云丹与王妃属庐·贝吉昂楚（藏語：བཙུན་མོ་ཅོག་རོ་ཟ་དཁལ་གྱི་ངང་ཚུལ།）私通。勃阑伽·云丹大惧出逃，被甲多热追及杀害。
在铲除了勃阑伽·云丹的势力之后，甲多热于838年联合属庐·列扎（藏語：ཅོག་རོ་ལེགས་སྒྲ།）和列杜赞（藏語：ལེགས་སྡུག་བཙན），趁赤祖德赞醉酒之机将他谋杀，拥立朗达玛为赞普。
朗达玛在位期间，吐蕃境内屡屡发生霜、雹、瘟疫等天灾人祸。甲多热奏称这是由于推行佛法而触怒了天神的缘故。朗达玛便下令禁止佛教，并强制推行苯教，史称“朗达玛灭佛”。大量佛寺、佛像、佛经被毁弃，赤祖德赞在位期间聘请的外国译师全被驱逐出境。佛教徒或被杀，或没为奴隶。842年，朗达玛被佛教僧侣拉隆·贝吉多杰暗杀。朗达玛的王妃那囊氏（藏語：སྣ་ནམ་པ）为了巩固自己的地位，抱养了一名乞丐的儿子，取名安达·云丹。那囊氏谎称自己为赞普生下了儿子，并且立其为赞普。但大臣们发现云丹刚出生就长了牙，心中怀疑，强烈反对。韦·甲多热在朝会上拒绝拜见云丹，并公开宣称赞普的支系尚多，不可立云丹为赞普，遂被那囊氏一族逮捕杀害，其家族也被灭族。死后，反对云丹的大臣另立俄松为赞普，吐蕃随即陷入大规模内战之中。
朗达玛和韦·甲多热都是藏传佛教信徒讽刺的对象。朗达玛被藏传佛教徒认为是牛魔王的化身，韦·甲多热则被视为长着猴头虎耳的饿鬼的化身。